# Rifargia christinae
Rifargia christinae är en fjärilsart som beskrevs av Paul Thiaucourt 1987. Rifargia christinae ingår i släktet Rifargia och familjen tandspinnare. Inga underarter finns listade.